# Wyższa Szkoła Rzemieślnicza w Łodzi

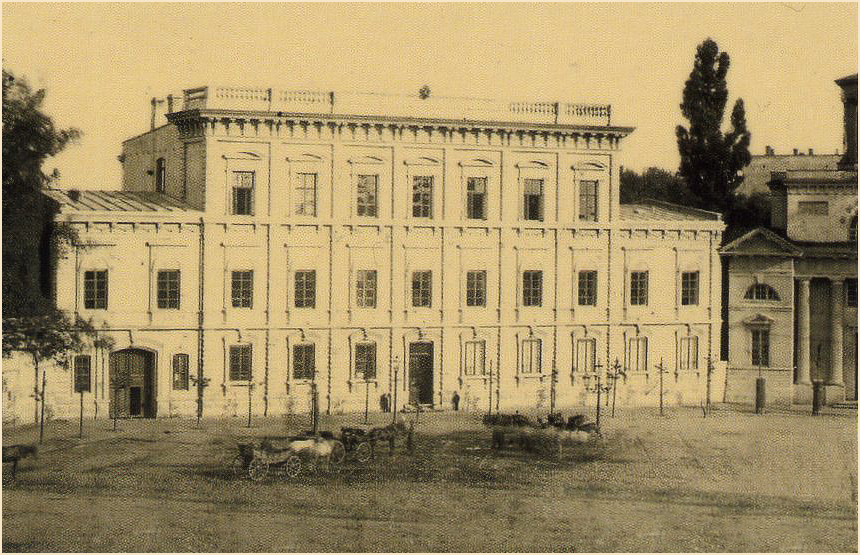
Budynek Łódzkiej Wyższej Szkoły Rzemieślniczej po przebudowie w 1884 roku (po prawej stronie widoczny kościół ewangelicki pw. Świętej Trójcy).

Wyższa Szkoła Rzemieślnicza w Łodzi – państwowa średnia szkoła techniczna w Łodzi działająca w latach 1869-1914 na terenie zaboru rosyjskiego.

## Historia powstania i rozwój
Wbrew nazwie, była to średnia szkoła techniczna, która powstała w 1869 na bazie likwidowanej Powiatowej Szkoły Realnej (Gimnazjum Realnego – do 1843), nazywanej przez łodzian "niemiecko-rosyjską" z uwagi na język wykładowy i narodowość większości uczniów. Była to pierwsza tego typu szkoła, nie tylko w Łodzi, ale i w imperium rosyjskim. Kolejna taka państwowa szkoła techniczna powstała w 1880 w Irkucku. Obie wzorowały się mocno na niemieckich szkołach technicznych o takim samym profilu, szczególnie na szkole w Chemnitz; aczkolwiek w ówczesnych opracowaniach podnoszono wyjątkowość ich programu i nowatorstwo założeń. Pierwszy dyrektor tej szkoły, Iwan Anopow, w wydanej w 1889 w języku rosyjskim monografii szkolnictwa zawodowego w Rosji pisał:
```
 
Łódzka szkoła zasadniczo się wyróżnia od wszelkich innych szkół technicznych, iż począwszy od czasu swojego założenia znajduje się w zarządzie ministerstwa oświaty i utrzymywana jest z funduszy skarbu państwa
.
```

Dyrektorem (wówczas zwanym inspektorem) szkoły zgodnie ze statutem mógł być tylko Rosjanin. Mimo braku zastrzeżeń odnośnie do narodowości nauczycieli stosowano zazwyczaj zasadę obsady etatów przez Rosjan sprowadzanych z głębi Rosji. Grono pedagogiczne było stabilne, z ok. 80 nauczycieli, 12 przepracowało w szkole 20 lat i więcej. Ci ludzie, o wysokich kwalifikacjach, tworzyli grono miejscowej inteligencji rosyjskiej, do których zaliczano także kilkudziesięciu urzędników i oficerów 37. pułku piechoty. Przez tyle lat pożenili się tutaj, stając się łodzianami, wielu tu zmarło.

### Program szkoły
W 1880 zwiększono z 26 do 28 liczbę godzin nauczania (łącznie we wszystkich klasach) języka rosyjskiego i literatury "na skutek wyjątkowych warunków miejscowych", co można rozumieć jako objaw zwiększającej się rusyfikacji, a także uzupełnienie niewystarczającej znajomości języka  urzędowego, obowiązującego w szkole, przez uczniów, którzy w domu mówili po niemiecku, polsku lub w jidysz.
Do 1890, w ciągu 20 lat istnienia, wykształciła 287 fachowców w dziedzinie włókiennictwa i mechaniki. Łódzka szkoła była jedyną w Rosji, w której uczono włókiennictwa wypuszczając fachowców na wysokim poziomie, a otrzymywała 3 razy mniejsze fundusze niż odpowiadająca jej poziomem szkoła w Irkucku. Uczniowie (przez cały czas istnienia szkoły tylko chłopcy) mieli zajęcia w laboratoriach szkolnych nie tylko chemicznym i fizycznym, ich program był rozszerzany - zajmowali się także farbowaniem bawełny i wełny, poznawali sposoby topienia kruszców i lutowania, posrebrzania metali i szkła, poznawali galwanoplastykę, malarstwo na porcelanie i szkle, fotografię, przygotowywanie mydła i krochmalu. Uczniowie trzech ostatnich klas zobowiązani byli połowę wakacji letnich spędzać na praktykach w miejscowych przędzalniach, tkalniach i farbiarniach. Czasem były to wyjazdy do odleglejszych miast np. w 1872 zapoznawali się z pracą fabryki włókienniczej w Żyrardowie.
Problemem dla dyrekcji szkoły i ówczesnych władz oświatowych była mała liczba synów miejscowych włókienników, dla których szkoła została założona. Rodzice chłopców narodowości niemieckiej wykazywali, szczególnie w pierwszym okresie istnienia szkoły, niechęć do niej, i jeżeli już decydowali się kształcić synów, to wybierali szkoły w Niemczech. Zadaniem szkoły nie było kształcenie techniczne synów ziemian, względnie ich pracowników, a takich uczniów było wielu. Negatywny stosunek fabrykantów niemieckich do szkoły był widoczny poprzez ich nieobecność na każdym zakończeniu roku szkolnego. Np. w 1888 było ich zaledwie kilku, natomiast wielu przyjechało z Sosnowic (obecnie Sosnowiec), trzeciego pod względem liczby mieszkańców miasta w Królestwie Polskim, w którym były liczne fabryki włókiennicze a ich właściciele byli chętni przyjąć absolwentów na praktyki. Ofertę pracy złożył także właściciel fabryki w Moskwie, żaden natomiast fabrykant łódzki.

### Koszty utrzymania
Koszty utrzymania szkoły w roku szkolnym 1885-1886 wynosiły 33 405 rubli, z których tylko 27 777 rubli uzyskano z budżetu państwa. Reszta funduszy to 5 590 rubli z wpisowego, 6 038 rubli z ofiar mieszkańców miasta. Część mieszkańców protestowała, że nie będzie płaciła na uczniów zamiejscowych, których było 138 (35%) zaś łodzian 259. 10 rubli uzyskano ze sprzedaży zdjęć wykonanych przez nauczyciela Wasyla Bielenkowa. Jeden z łódzkich fabrykantów, producent sukna Fryderyk Abel ofiarował bezpłatnie tkaninę, z której uszyto mundurki dla 22 uczniów. 
W 1884 zebrano od 1610 mieszkańców Łodzi 6 012 rubli, 1895 od 1792 osób - 8 037 rubli, 1898 od 2852 osób kwotę 10 037 rubli. W 1887 przyjęto 75 uczniów spośród 163 kandydatów. Wśród nich było 49 (30%) synów łodzian.
Niezamożni uczniowie uzyskiwali pomoc finansową m.in. w postaci stypendiów fundowanych głównie przez prywatne osoby, m.in. fabrykantów łódzkich Juliusza Heinzela, Karola Wilhelma Scheiblera. Także Towarzystwo Kredytowe Miejskie w Łodzi przekazało część swoich dochodów dla niezamożnych uczniów. Władze w Petersburgu ufundowały w 1889 stypendia dla uczniów 3 szkół średnich Łodzi (Wyższa Szkoła Rzemieślnicza, Gimnazjum Męskie i Gimnazjum Żeńskie), a okazją było "cudowne" ocalenie carskiej rodziny w czasie katastrofy kolejowej pod Borkami.
Informacje o szkole były ogólnie dostępne łodzianom, publikowały je łódzkie gazety - Dziennik Łódzki wydawany w latach 1884-1892, Rozwój oraz niemieckojęzyczny Lodzer Zeitung. 
Zwyczajowo po egzaminach końcowych podawano w prasie nazwiska absolwentów i nagrodzonych za wyniki w niższych klasach. Niemal każdemu zakończeniu roku szkolnego towarzyszyła wystawa rysunków uczniów i absolwentów. Najlepsze prace wysyłano na konkurs organizowany w petersburskiej Akademii Sztuk Pięknych, gdzie wyróżniano je medalami. W 1886 nagrodzono nim rysunki Karola Adamieckiego.
Niechętny stosunek części przemysłowców niemieckich do miejscowej inteligencji powodował wzmożoną chęć wysyłania swoich synów na studia wyższe. W Rosji absolwenci szkoły mogli studiować tylko na 3 wydziałach Instytutu Technologicznego w Petersburgu, pozostałe wyższe uczelnie przyjmowały legitymujących się państwową maturą, co łodzianie traktowali jako brak dostępu do studiów. W 1878 było 6 absolwentów Instytutu Technologicznego. W dziesięcioleciu 1878-1888 było 27 absolwentów Instytutu Technologicznego i 9 absolwentów Instytutu Inżynierów Cywilnych. Z tego, z byłych uczniów Wyższej Szkoły Rzemieślniczej studiujących w Instytucie Technologicznym, 14 uzyskało dyplom inżyniera mechanika, a 13 inżyniera chemika, w innych zawodach 33, razem 60 dyplomów łodzian w ciągu tych 10 lat. Do 1882 tylko 5 łodzian uzyskało dyplomy za granicami cesarstwa rosyjskiego.
Szkoła nie miała internatu, ograniczało to liczbę uczniów spoza Łodzi, gdyż niezbyt wielu rodziców było stać na umieszczenie synów w "prywatnych stancyjach, pozostających pod dozorem władzy szkolnej". Jedna ze "stancji" - A. Berga przy ul. Średniej (obecnie ul. Pomorska) ogłaszała się po polsku w niemieckiej gazecie, że "proponuje mniej zamożnym uczniom mieszkanie, stół i rodzicielską opiekę" (Lodzer Zeitung 1870 nr 86 s. 3 cyt. za Jackiem Strzałkowskim).
Aby zabezpieczyć się przed epidemią ospy, w październiku 1890 zaszczepiono uczniów klas pierwszych.
1 lipca 1897 książę Aleksander Imertyński, nowy namiestnik Królestwa Polskiego zwiedził w Łodzi największą fabrykę (prawdopodobnie Karola Wilhelma Scheiblera) i pusty z powodu wakacji budynek szkoły. Wcześniej, 17 czerwca 1897 wizytował szkołę kurator warszawskiego okręgu szkolnego Ligin.

### Patent
W 1899 zaprowadzono reorganizację, która związana była ze zmianą programów nauczania i spowodowała zmianę nazwy na "Szkołę przemysłowo-techniczną" (już bez słowa "Wyższa") z 7-letnim cyklem nauki. Przyznano szkole nowy statut zwany "patentem", który został zatwierdzony przez Senat w Petersburgu. Nowy program zakładał pełne przygotowanie absolwentów do pracy na stanowiskach kierowniczych w fabrykach oraz otworzenie w pełniejszym stopniu dostępu do wyższych uczelni nie tylko rosyjskich lecz i zachodnioeuropejskich. 

### Nowa siedziba szkoły przy ul. Pańskiej (ob. ul. S. Żeromskiego)

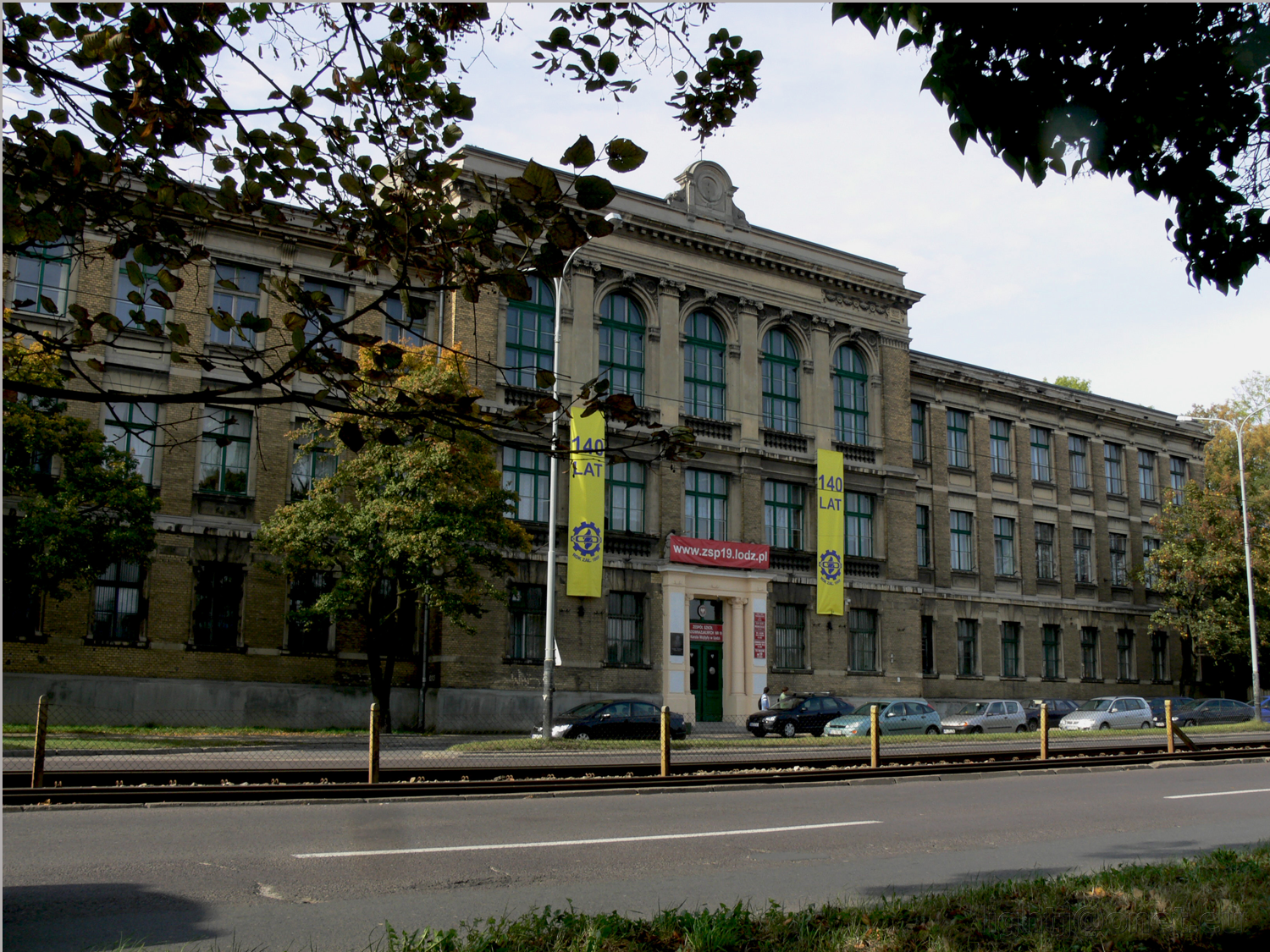
Budynek szkoły przy ulicy Żeromskiego 115

Po otrzymaniu nowego "patentu", zwiększeniu zakresu nauki, liczby klas i uczniów, dyrekcja szkoły przystąpiła do budowy nowego gmachu szkolnego w miejskim lesie przy ul. Pańskiej (obecnie ul. Żeromskiego), na powierzchni 8 hektarów. Nowy rok szkolny rozpoczął się 23 sierpnia 1899. Do klas pierwszych spośród 150 kandydatów przyjęto tylko 72 chłopców, podniesiono wpisowe z 20 do 60 rubli, co zapewne spowodowało przyjęcie synów rodzin lepiej sytuowanych.
Rok szkolny 1902-1903, w nowym budynku przy ul. Pańskiej 115, szkoła rozpoczęła pod nową nazwą "Łódzka Szkoła Przemysłowo-Rzemieślnicza" - tak nazwana została w nowym statucie, zatwierdzonym 31 października przez cara.
Kamień węgielny wmurowano 5 czerwca 1901, plany opracował znany łódzki architekt Piotr Brukalski, prace budowlane prowadził Otto Gehlig, budynek ukończono w rok później i w ten sposób miasto otrzymało pierwszy budynek szkolny, spełniający ówczesne wymagania, choć nie w pełni wykorzystany na szkołę, bowiem 7 sal na parterze było wykorzystywanych przez wiele lat, do 1933 przez sąd.

### Po I wojnie światowej
Szkoła działała do 1914, po czy nastąpiła samoistna jej likwidacja wskutek wybuchu wojny, kiedy to wywieziono w głąb Rosji również całą dokumentację szkoły.
Po odzyskaniu niepodległości przez Polskę, władze oświatowe postanowiły w opuszczonym przez rosyjską szkołę gmachu utworzyć szkołę zawodową, ale nową, nie nawiązującą do poprzedniej, choć także o specjalizacji włókienniczej.
W sierpniu 1919 prasa doniosła o organizacji dziennej i wieczorowej szkoły o wydziałach: przędzalniczym, tkackim i farbiarsko-wykończalniczym. Nauka miała trwać 3 lata, a przyjmowani byli kandydaci ze świadectwem ukończenia 4 klas szkoły średniej. Połowę czasu nauki mieli spędzać w szkolnych warsztatach i laboratoriach.
Absolwenci mieli przygotowanie do bycia majstrami przędzalnictwa, tkactwa, farbiarstwa lub wykończalnictwa.
Po wyprowadzeniu sądu, 1 marca 1933, utworzono nowy Wydział Elektryczny, a szkoła kolejny raz zmieniła nazwę na "Państwowa Szkoła Techniczno-Przemysłowa" i taką nazwę nosiła przez kilka lat po II wojnie światowej.

## Budynek szkoły
Budynek szkoły powstał dla ówczesnej Szkoły Powiatowej przy Rynku Nowego Miasta (obecny Plac Wolności) w 1857 po 3 latach budowy. Koszt budowy szkoły pokryły składki od łódzkich rzemieślników, głównie Niemców. Po przebudowie służył Wyższej Szkole Rzemieślniczej. Kolejna przebudowa w 1884 pozwoliła na zwiększenie liczby sal lekcyjnych. Budynek szkoły po tej przebudowie według planów Hilarego Majewskiego pokazują zdjęcia łódzkiego fotografa Eliasza Stummanna i z porównania ze zdjęciami tego samego fotografa przed przebudową wynika, że budynek uzyskał jedno piętro i zupełnie nową, boniowaną elewację, a teren przed szkołą uporządkowano sadząc na nim drzewa, choć Rynek Nowego Miasta nadal był używany jako targowisko. 
Mimo przebudowy, budynek był za ciasny, za mały na potrzeby szkoły, choć służył do 1903. Po opuszczeniu przez szkołę, stał się siedzibą kilku wydziałów Magistratu, które dotąd gnieździły się przy ul. Konstantynowskiej (obecnie ul. Legionów).
Pierwotny budynek szkoły przy Placu Wolności w okresie międzywojennym mieścił agendy Magistratu Miasta Łodzi, od 1945 jest siedzibą Muzeum Archeologicznego i Etnograficznego.    